# Porohy (gmina)
Porohy – dawna gmina wiejska w powiecie nadwórniańskim województwa stanisławowskiego II Rzeczypospolitej. Siedzibą gminy były Porohy.
Gminę utworzono 1 sierpnia 1934 r. w ramach reformy na podstawie ustawy scaleniowej z dotychczasowych gmin wiejskich: Bogrówka, Jabłonka, Kryczka i Porohy.
Pod okupacją zniesiona i przekształcona w gminę Jabłonka.